# 사라 브라이트만
사라 브라이트만(Sarah Brightman, 1960년 8월 14일~)은 영국의 가수, 싱어송라이터, 배우, 댄서, 음악가, 오케스트라 감독이다. 브라이트만은 오페라의 유령의 주연으로 유명해졌다. 또한 올림픽 주제가를 2번이나 불러서 올림픽 주제가 전문가수라고 하기도 하는데 1992년 바르셀로나올림픽 때, 호세 카레라스와 함께 폐막식에서 공식 올림픽 주제가 'Amigos para siempre'를 불렀고, 2008년 베이징 올림픽 개막식에서 올림픽 공식 주제가 'You and Me'라는 노래를 중국 가수 류환(劉歡)과 함께 불렀다. 1996년 안드레아 보첼리와 듀엣으로 불렀던 'Time to Say Goodbye'가 유명하다.
솔로 데뷔 이후 누적 음반 판매량은 2천6백만장에 달해, 그녀는 정통 클래식 성악가를 포함한 이제까지의 모든 소프라노 가수들 중 가장 많은 음반 판매고를 기록한 것으로 알려졌다. 이와 별도로, 1986년에 주연으로 참여한 뮤지컬 오페라의 유령 오리지널 사운드트랙은 25년간 전 세계적으로 4천만장 이상 판매되었다.

## 음반
- Dive(1993년)
- Fly(1995년)
- Time to Say Goodbye(1996년)
- Eden(1998년)
- La Luna(2000년)
- Classics(2001년)
- Harem(2003년)
- Symphony(2008)
- Dreamchaser(2013)